# Perinetia leucocloea
Perinetia leucocloea är en fjärilsart som beskrevs av Collenette 1936. Perinetia leucocloea ingår i släktet Perinetia och familjen tofsspinnare. Inga underarter finns listade i Catalogue of Life.